# 1. SNHL 1984/85
Die Saison 1984/85 der 1. Slovenská národná hokejová liga (kurz 1. SNHL; deutsch: 1. Slowakische Nationale Eishockeyliga) war die 16. Austragung der geteilten zweiten Eishockey-Spielklasse der Tschechoslowakei. Meister der Liga wurde PS Poprad (Pozemné stavby Poprad), der an der Qualifikation zur 1. Liga teilnahm und in dieser scheiterte. Slávia Ekonóm Bratislava stieg als Tabellenletzter in die drittklassige 2. SNHL ab. Als Aufsteiger aus der drittklassigen 2. SNHL qualifizierte sich ZVL Žilina.

## Modus
Der Spielmodus sah zwei Doppelrunden à 22 Spiele pro Mannschaft vor, d. h. je zwei Heim- und Auswärtsspiele gegen jeden anderen Teilnehmer. Die Gesamtanzahl der Spiele pro Mannschaft betrug damit in der Saison 44 Spiele. Anschließend qualifizierte sich der Tabellenerste für die 1. Liga-Qualifikation. Je nach Zahl der Auf- und Absteiger mussten 1 bis 2 Mannschaften aus der 1. SNHL in die 2. SNHL absteigen.

## Tabelle
|     | Klub                           | Sp | S  | U  | N  | Torv.   | Punkte |
| --- | ------------------------------ | -- | -- | -- | -- | ------- | ------ |
| 1.  | PS Poprad                      | 44 | 26 | 9  | 9  | 205:132 | 61     |
| 2.  | Spartak ZŤS Dubnica nad Váhom  | 44 | 25 | 8  | 11 | 165:115 | 58     |
| 3.  | ZŤS Martin                     | 44 | 22 | 10 | 12 | 172:142 | 54     |
| 4.  | VTJ Michalovce                 | 44 | 23 | 5  | 16 | 197:152 | 51     |
| 5.  | ZVL Skalica                    | 44 | 20 | 10 | 14 | 158:138 | 50     |
| 6.  | VTJ Topoľčany                  | 44 | 23 | 3  | 18 | 196:165 | 49     |
| 7.  | Partizán Liptovský Mikuláš     | 44 | 18 | 7  | 19 | 160:180 | 43     |
| 8.  | ZTK Zvolen                     | 44 | 17 | 8  | 19 | 170:178 | 42     |
| 9.  | TJ Plastika Nitra              | 44 | 16 | 9  | 19 | 140:153 | 41     |
| 10. | Iskra Smrečina Banská Bystrica | 44 | 11 | 9  | 24 | 150:193 | 31     |
| 11. | ZPA Prešov                     | 44 | 10 | 8  | 26 | 128:200 | 28     |
| 12. | Slávia Ekonóm Bratislava       | 44 | 8  | 4  | 32 | 159:252 | 20     |

## 1. Liga-Qualifikation
PS Poprad nahm an der Qualifikation zur 1. Liga teil, verpasste aber mit einem Sieg bei drei Niederlagen gegen die Teilnehmer aus der 1. ČNHL und 1. Liga den Aufstieg in die erste Spielklasse.

## Meisterkader von PS Poprad
- Torhüter: Pavol Svitana, Dušan Sidor, Ľubomír Babura, Michal Orenič, Karol Skovajsa
- Abwehrspieler: Peter Kobezda, Vladimír Lavko, Jozef Dzúra, Ján Ilavský, Ján Lojda, Ján Novák, Marián Repaský, Ján Tomo, Jozef Bendík, Dušan Boroš
- Angriffsspieler: Alexander Szücs, František Štolc, Jozef Šeliga, Jozef Handzuš, Anton Lach senior, Jozef Skokan, Vladimír Szücs, Jozef Čapka, Rudolf Fedor, Habart Wittlinger, Jindřich Lidický junior, Jozef Regec, Miroslav Zavacký, Michal Vasilko, Oto Brtáň, Srnka
- Trainerstab: Jindřich Lidický, Július Šupler

## All-Star-Team
| Angriff:      | František Štolc (PS Poprad) – Alexander Szücs (PS Poprad) – Miroslav Miklošovič (Skalica) |
| Verteidigung: | Vladimír Lavko (Poprad) – Miroslav Danko (Topoľčany)                                      |
| Tor:          | Marcel Kurfürst (Dubnica)                                                                 |